# Tintagel
Tintagel és un petit poble situat a dalt d'una zona escarpada al nord de Cornualla (Gran Bretanya) i associat a mites i misteris relacionats amb la llegenda del rei Artur.

## Castell de Tintagel

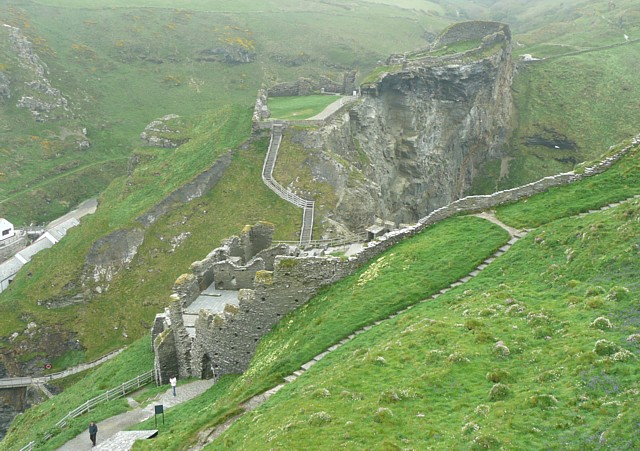
Ruïnes del Castell de Tintagel

Castell de Tintagel (Tintagel Castle): El lloc on es troba el castell de Tintagel ha estat habitat almenys des de finals de l'època romana. Al s. XII Tintagel es va fer famós quan Geoffrey de Monmouth el va nomenar com el lloc en què va ser concebut el rei Artur. Aquesta associació de Tintagel amb el rei Artur sembla que varen induir que Richard, comte de Cornualla, construís un castell a Tintagel en la dècada de 1230.
Pel 1337, quan es va crear el Ducat de Cornualla, el gran saló del castell ja estava deteriorat segurament degut a la constant erosió que pateix aquesta costa. En 1600 el lloc va ser abandonat.
Al lloc estan disseminades les ruïnes dels murs d'una capella de 1145 i de la gran sala, els vestigis d'un monestir celta del s. VI, així com alguns que altres restes del s. XIII.

## Antiga oficina de correus

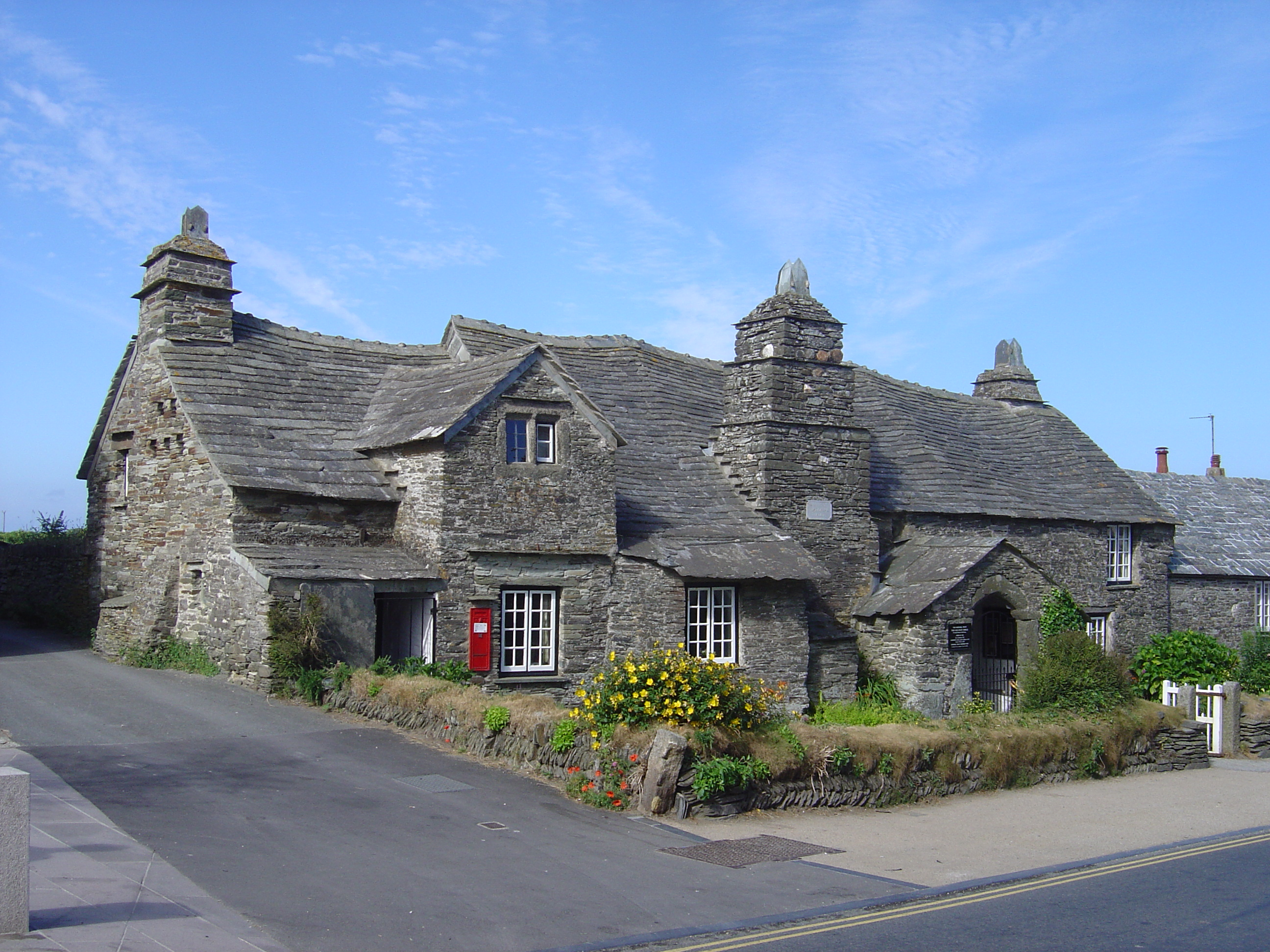
Old Post Office

La construcció del Tintagel Old Post Office data de 1380, i era una casa medieval coberta de palla amb tres habitacions. Inicialment només consistia en una planta baixa amb una llar de foc al centre de la sala que hauria proporcionat calentor i fum que hagués mort el corc i així preservat els marcs de fusta; el fum es filtrava per la palla del sostre. A la zona nord albergava ramat.
Durant els segles xvi i xvii es va modificar, canviant el sostre de palla per pissarra, els panells de fusta es varen substituir per pedra i es va afegir una llar de foc i una xemeneia. Posteriorment es va afegir un altre pis.
Al s. XIX la casa estava en molt mal estat de conservació i va estar en perill de ser enderrocada. Degut en això es varen realitzar diversos treballs en l'estructura de l'edifici i posteriorment va ser adquirir pel National Trust. El 1992 es va restaurar el sostre.
Ha tingut diferents usos al llarg del temps, però sempre com a llar; va començar com a casa rural i va acabar com a oficina de correus del poble durant la dècada de 1870. Avui consta de cinc habitacions que es poden visitar.